# Dogtooth
Dogtooth (Κυνόδοντας Kynodontas, AFI: [kiˈnoðontas], letteralmente "canino") è un film del 2009 co-scritto, co-prodotto e diretto da Yorgos Lanthimos ispirato al film messicano El castillo de la pureza del regista Arturo Ripstein.
Ha vinto il premio della sezione Un Certain Regard al 62º Festival di Cannes, ed è stato candidato per l'Oscar al miglior film in lingua straniera ai premi Oscar 2011.

## Trama
I genitori di una ricca famiglia tengono sotto reclusione i tre figli, due femmine e un maschio, nella loro enorme casa isolata dal resto del mondo, senza alcun contatto esterno, al fine di non contaminarli col mondo esteriore. I ragazzi, privi perfino del nome proprio, crescono convinti che al di fuori vi sia un mondo pericoloso e ostile; i tre passano il tempo eseguendo giochi di sopravvivenza, sottoposti di continuo al giudizio dei genitori. Viene loro detto che al di fuori dei confini di casa i tre hanno un fratello già adulto: è infatti stato detto loro che un bambino sia pronto a uscire di casa solamente quando uno dei suoi canini cadrà. Persino il significato di alcune parole potenzialmente pericolose viene alterato. Solo il padre esce di casa per esercitare il suo mestiere di direttore d'azienda, dicendo di poter lasciare la casa solo a bordo della propria auto.
Il padre ingaggia Christina, un'addetta alla security della sua azienda, perché abbia dei rapporti sessuali a pagamento col ragazzo. Un giorno Christina chiede al ragazzo di praticarle del sesso orale, ma lui rifiuta; si rivolge così alla figlia maggiore, dandole in cambio un cerchietto fosforescente. In seguito la figlia maggiore chiede alla minore di leccarle la spalla in cambio dello stesso oggetto; sarà poi la figlia minore stessa a chiedere alla sorella di poterle leccare altre parti del corpo senza pretendere nulla in cambio.
Il padre cerca di riavere il proprio cane, lasciato da un addestratore; questi però rifiuta di darglielo poiché l'addestramento non è stato completato. Intanto un gatto randagio entra nel giardino di casa, e il figlio lo uccide con un paio di cesoie. Il padre approfitta dell'occasione per soggiogare ulteriormente la famiglia: si strappa i vestiti e si cosparge di sangue finto, dicendo che il fratello che vive al di là dei confini è stato ucciso da un gatto; li spinge allora a stare a quattro zampe e abbaiare come dei cani, per tenere alla larga i gatti feroci.
Tempo dopo, Christina chiede nuovamente alla figlia maggiore un rapporto orale; la ragazza stavolta le chiede in cambio delle videocassette che Christina tiene in borsa. La figlia guarda i film in segreto, dopodiché inizia a recitarne i dialoghi a memoria, il primo è Rocky IV. In seguito la ragazza assalirà il fratello recitando frasi molto violente tratte da Lo squalo, e chiederà a sua sorella di chiamarla col nome Bruce. Quando il padre scopre le cassette, dapprima punisce la figlia picchiandola con una di esse, poi si reca da Christina e la colpisce col videoregistratore, augurandole che i suoi figli, quando ne avrà, siano corrotti dalle "cattive influenze". I genitori decidono che Christina non potrà più venire in casa loro, così lasciano che il figlio scelga una delle due sorelle per i suoi rapporti sessuali. Il ragazzo sceglie la maggiore, che subisce i rapporti controvoglia.
Arriva l'anniversario di matrimonio dei genitori, e i figli si esibiscono in una performance musicale e di danza. La figlia minore smette presto di danzare, mentre la maggiore decide di tralasciare la coreografia scarna e meccanica impostale dai genitori per esibirsi in quella del film Flashdance, cosa che indispettisce i genitori. La notte stessa, servendosi di un manubrio, la ragazza si fa saltare un canino e scappa, nascondendosi nel bagagliaio della macchina del padre. L'uomo scopre ciò che sua figlia ha fatto e la cerca nei dintorni di casa, senza trovarla, mentre gli altri due figli e la moglie abbaiano per tenere lontani i gatti. Il giorno dopo il padre si reca normalmente al lavoro: la sua auto resta incustodita, lasciando incerto il destino della figlia maggiore.

## Distribuzione
Il film è stato mostrato in anteprima il 18 maggio 2009 al Festival di Cannes. In Grecia è uscito l'11 novembre dello stesso anno, distribuito da Feelgood Entertainment. In seguito Verve Pictures ha distribuito il film nel Regno Unito dal 23 aprile 2010, mentre Kino International l'ha distribuito nelle sale statunitensi dal 25 giugno 2010.
È uscito nelle sale italiane il 27 agosto 2020 (dopo più di 10 anni dalla sua prima uscita), distribuito da Lucky Red e con annesso divieto ai minori di 18 anni.

## Riconoscimenti
- 2009 - Festival di Cannes[8]
  - Miglior film nella categoria Un Certain Regard a Yorgos Lanthimos
- 2010 - British Independent Film Awards[9]
  - Candidatura per il miglior film straniero a Yorgos Lanthimos
- 2011 - Premio Oscar[10]
  - Candidatura per il miglior film straniero a Yorgos Lanthimos